# Motore V6

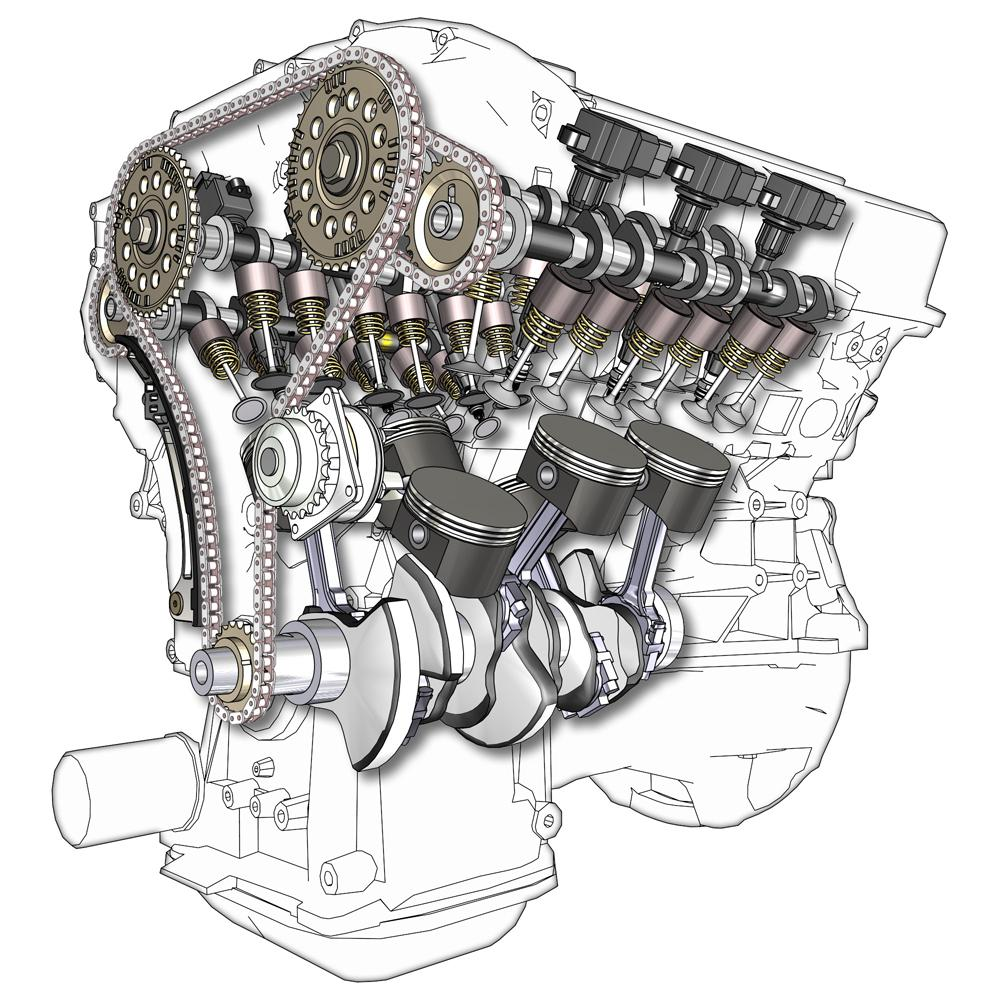
Vista in sezione di un motore V6 con doppio albero a camme in testa

Un motore V6 è un motore a pistoni a sei cilindri in cui i cilindri condividono un albero motore comune e sono disposti in una configurazione a V.
I primi motori V6 furono progettati e prodotti indipendentemente da Marmon Motor Car Company, Deutz Gasmotoren Fabrik e Delahaye. I principali motori V6 costruiti dopo la seconda guerra mondiale furono il motore Lancia V6 progettato dall'ingegnere Francesco De Virgilio nel 1950 per la Lancia Aurelia, e il motore Buick V6 nel 1962 per la Buick Special. Il layout V6 in seguito è diventato il layout più comune per i motori automobilistici con sei cilindri.

## Design
A causa della loro lunghezza ridotta, i motori V6 sono spesso utilizzati come opzione motore più grande per veicoli che altrimenti sarebbero prodotti con motori a quattro cilindri in linea, specialmente nei veicoli con motore trasversale. Uno svantaggio per le auto di lusso è che i motori V6 producono più vibrazioni rispetto ai motori sei cilindri in linea. Alcune auto sportive utilizzano motori piatti a sei cilindri al posto dei motori V6, a causa del loro baricentro più basso (che migliora la maneggevolezza).
La cilindrata dei moderni motori V6 è in genere compresa tra i 2,5 e i 3,5 litri, sebbene siano stati prodotti esempi più grandi e più piccoli, come il Mazda V6 da 1,8 litri utilizzato nella Mazda MX-3 del 1991-1998, mentre il più grande V6 costruito era il GMC V6 da 7,8 litri utilizzato nella GMC C / K serie 6500 del 1962.

### Equilibrio e scorrevolezza
Tutti i motori V6, indipendentemente dall'angolo a V tra le bancate dei cilindri, sono soggetti a uno squilibrio primario a causa del numero dispari di cilindri in ciascuna bancata. I motori a sei cilindri in linea non presentano questo squilibrio. Per ridurre le vibrazioni causate da questo squilibrio, la maggior parte dei motori V6 utilizza uno smorzatore armonico sull'albero motore e/o un albero di bilanciamento controrotante.
I modelli a sei cilindri hanno meno pulsazioni nell'erogazione di potenza rispetto ai motori a quattro cilindri, a causa della sovrapposizione delle corse di potenza del motore a sei cilindri. In un motore a quattro cilindri, solo un pistone è in una corsa di potenza in un dato momento. Ogni pistone si ferma completamente e inverte la direzione prima che il successivo inizi la sua corsa di potenza, il che si traduce in uno spazio tra le corse di potenza, specialmente i giri al minuto del motore (RPM) inferiori. In un motore a sei cilindri con un intervallo di accensione uniforme, il pistone successivo inizia la sua corsa di potenza 60° prima della fine del precedente, il che si traduce in un'erogazione più fluida della potenza al volano.
Confrontando i motori su un dinamometro, un motore V6 mostra picchi di coppia istantanei del 154% al di sopra della coppia media e valli del 139% al di sotto della coppia media, con una piccola quantità di coppia negativa (inversioni di coppia del motore) tra i colpi di potenza. Nel caso di un motore a quattro cilindri, i picchi sono circa il 270% al di sopra della coppia media e il 210% al di sotto della coppia media, con il 100% di coppia negativa erogata tra le corse. Tuttavia, un V6 con intervalli di accensione irregolari di 90° e 150° mostra grandi variazioni di coppia del 185% al di sopra e del 172% al di sotto della coppia media.

### Angoli bancata cilindri

#### Da 10 a 15 gradi

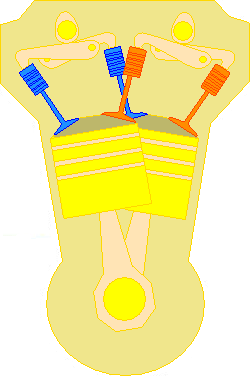
Sezione trasversale di un motore VR6

Dal 1991, Volkswagen ha prodotto motori VR6 ad angolo stretto con angoli a V di 10,5 e 15 gradi. Questi motori utilizzano una singola testata condivisa da entrambe le banche di cilindri, in un design simile al motore Lancia V4 del 1922-1976. I motori VR6 sono stati utilizzati nelle auto a trazione anteriore con motore trasversale originariamente progettate per motori a quattro cilindri in linea. A causa della minima lunghezza e larghezza extra del motore VR6, potrebbe essere montato sui compartimenti motore in modo relativamente semplice, al fine di fornire un aumento di cilindrata del 50 percento.
Poiché non c'è spazio nella V tra le bancate dei cilindri per un sistema di aspirazione, tutte le prese sono su un lato del motore e tutti gli scarichi sono sull'altro lato. Utilizza un ordine di accensione di 1-5-3-6-2-4 (che è l'ordine di accensione utilizzato dalla maggior parte dei motori a sei cilindri in linea), piuttosto che il comune ordine di accensione V6 di 1-2-3-4-5- 6 o 1-6-5-4-3-2.

#### 60 gradi

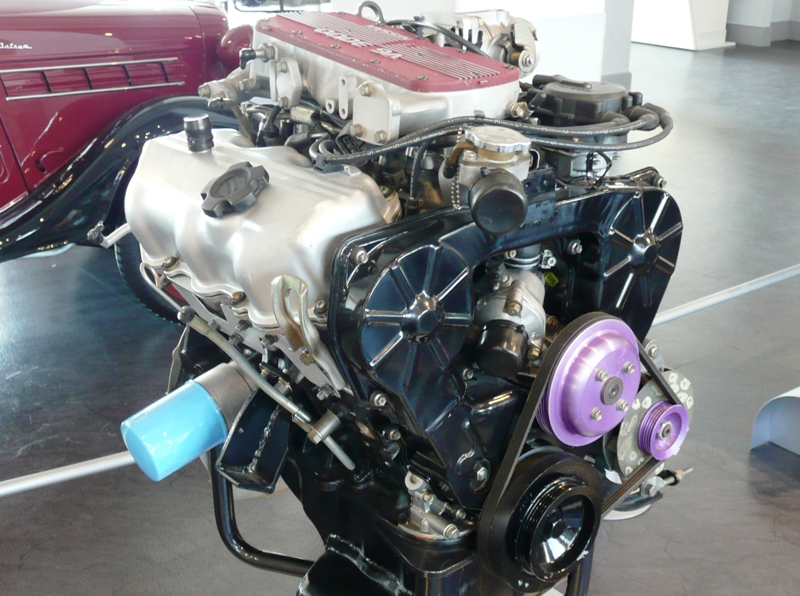
Motore Nissan VG30E del 1984-1999 a 60 gradi

Un angolo a V di 60 gradi è la configurazione ottimale per i motori V6 per quanto riguarda il bilanciamento del motore. Quando si utilizzano singoli perni dell'albero motore per ciascun cilindro (ovvero utilizzando un albero motore a sei mandate), è possibile utilizzare un intervallo di accensione uniforme di 120 gradi. Questo intervallo di accensione è un multiplo dell'angolo a V di 60 gradi, quindi le forze di combustione possono essere bilanciate utilizzando l'ordine di accensione appropriato.
Il motore a tre cilindri in linea che forma ogni bancata, tuttavia, produce forze rotanti e reciproche sbilanciate. Queste forze rimangono sbilanciate in tutti i motori V6, spesso portando all'uso di un albero di bilanciamento per ridurre le vibrazioni.
Il motore Lancia V6 del 1950 è stato un pioniere nell'uso di un albero motore a sei mandate per ridurre le vibrazioni. I progetti più recenti utilizzano spesso un albero motore a tre mandate con "bracci volanti" tra i perni dell'albero motore per consentire di ottenere un intervallo di fuoco uniforme di 120 gradi. È quindi possibile utilizzare una coppia di contrappesi sull'albero motore per annullare quasi perfettamente le forze primarie(p16) e ridurre le vibrazioni secondarie a livelli accettabili.(p. 13-16) I supporti del motore possono essere progettati per assorbire queste vibrazioni rimanenti.
Un angolo a V di 60 gradi si traduce in un motore più stretto rispetto ai motori V6 con angoli a V più grandi. Questo angolo spesso si traduce in una dimensione complessiva del motore a forma di cubo,  che facilita l'inserimento del motore longitudinalmente o trasversalmente nel vano motore.

#### 90 gradi

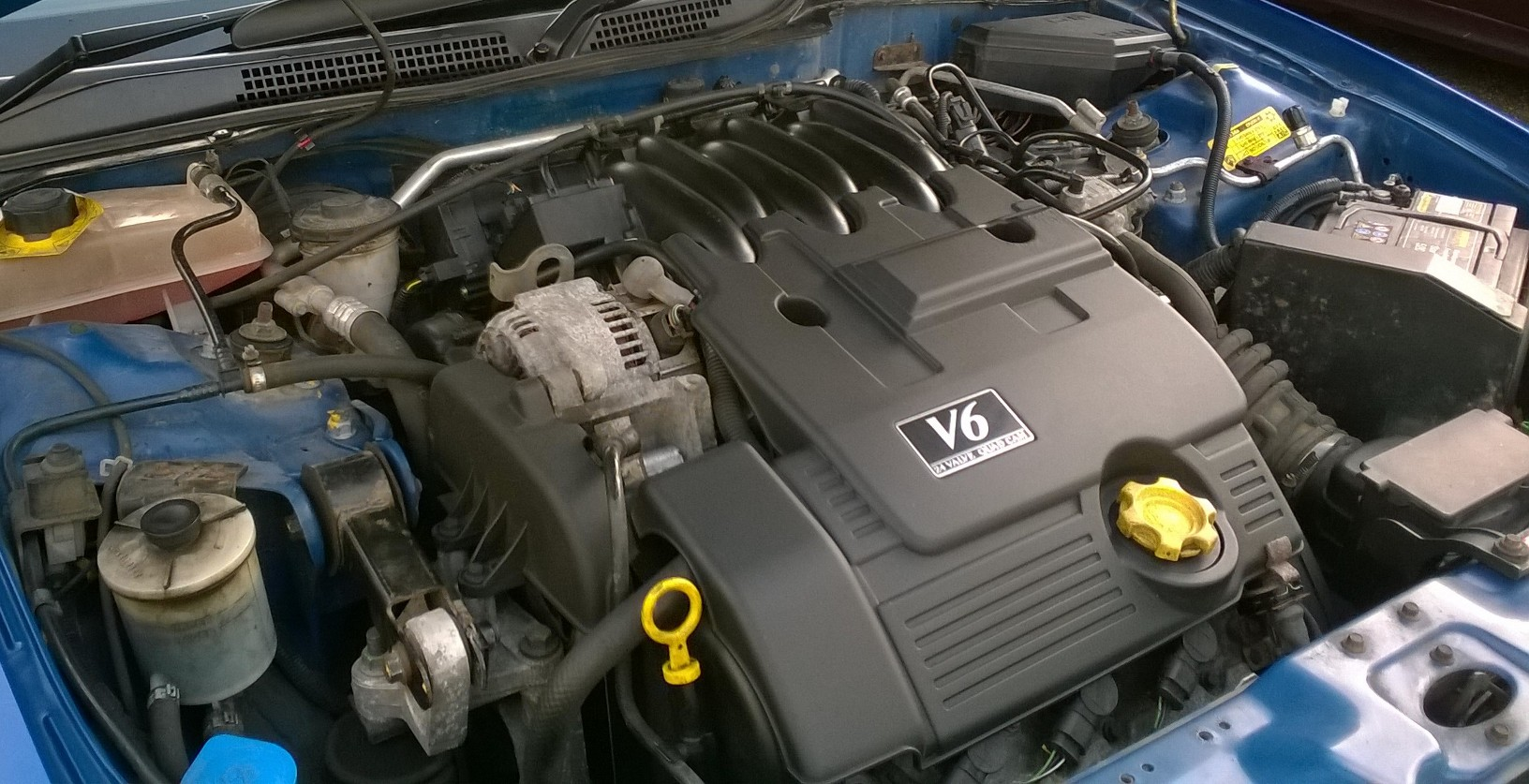
Motore Rover KV6 del 1996-2005 a 90 gradi

Molti produttori, in particolare quelli americani, costruirono motori V6 con un angolo a V di 90 gradi in base ai loro motori V8 esistenti di 90 gradi. Tali configurazioni erano facili da progettare rimuovendo due cilindri e sostituendo l'albero a gomiti a quattro mandate del motore V8 con un albero a gomiti a tre mandate. Questa riduzione dei costi di progettazione, ha permesso al nuovo V6 di condividere componenti con il motore V8 e talvolta ha permesso ai produttori di costruire i motori V6 e V8 sulla stessa linea di produzione.
Gli svantaggi di un design a 90 gradi sono un motore più ampio che è più soggetto alle vibrazioni di un V6 a 60 gradi. I motori V6 iniziali di 90 gradi (come il motore Buick Fireball V6) avevano tre perni dell'albero motore condivisi disposti a 120 gradi l'uno dall'altro, a causa delle loro origini dai motori V8. Ciò ha comportato un ordine di accensione irregolare, con metà dei cilindri che utilizzava un intervallo di accensione di 90 gradi e l'altra metà che utilizzava un intervallo di 150 gradi. Gli intervalli di accensione irregolari hanno provocato motori funzionanti in modo irregolare con vibrazioni "spiacevoli" a basse velocità.
Diversi moderni motori V6 a 90 gradi riducono le vibrazioni utilizzando perni dell'albero motore divisi sfalsati di 30 gradi tra le coppie di pistoni, il che crea un intervallo di accensione uniforme di 120 gradi per tutti i cilindri. Ad esempio, il motore V6 Buick 231 del 1977 "a fuoco uniforme" era una versione aggiornata del motore Buick Fireball con un albero a gomiti a perno diviso per ridurre le vibrazioni ottenendo un ordine di accensione uniforme.( p16) Un tale perno dell'albero motore "diviso" è più debole di uno diritto, ma le moderne tecniche metallurgiche possono produrre un albero motore sufficientemente resistente.
Un albero di bilanciamento e/o contrappesi dell'albero motore possono essere utilizzati per ridurre le vibrazioni nei motori V6 a 90 gradi.(p. 14–44)

#### 120 gradi
A prima vista, 120 gradi potrebbe sembrare l'angolo V ottimale per un motore V6, poiché coppie di pistoni in bancate alternate possono condividere i perni dell'albero motore in un albero motore a tre mandate e le forze di combustione sono bilanciate dall'intervallo di accensione uguale a l'angolo tra le bancate dei cilindri. Una configurazione a 120 gradi, a differenza delle configurazioni a 60 gradi o 90 gradi, non richiederebbe alberi motore con bracci volanti, perni dell'albero motore divisi o sette cuscinetti principali per funzionare in modo uniforme. Tuttavia, lo squilibrio primario causato dal numero dispari di cilindri in ciascuna bancata rimane ancora in un motore V6 a 120 gradi. Ciò differisce dal perfetto equilibrio ottenuto da un motore V8 di 90 gradi con un albero motore crossplane comunemente usato, perché il motore a quattro cilindri in linea in ciascun banco del motore V8 non ha questo squilibrio primario.
Un design a 120 gradi si traduce anche in una grande larghezza per il motore, essendo solo leggermente più stretto di un motore a sei cilindri piatti (che non ha i problemi di bilanciamento del motore V6). Pertanto il motore flat-six è stato utilizzato in varie automobili, mentre l'uso del motore V6 a 120 gradi è stato limitato a pochi motori per autocarri e auto da corsa, ad eccezione del motore M630 V6 della McLaren Automotive, che utilizza un angolo di inclinazione di 120 gradi con un unico albero di bilanciamento per eliminare tutte le coppie primarie. Il motore della McLaren M630 sfrutta anche il grandangolo posizionando i turbocompressori all'interno della V, comunemente definita configurazione "hot vee".

#### Altri angoli
Sono possibili altri motori V6 ad angolo, ma possono soffrire di gravi problemi di vibrazioni a meno che non siano progettati con molta attenzione. Notevoli angoli a V includono:
- 45 gradi - locomotiva EMD 567 ed EMD 645, motori diesel marini e stazionari. Questi motori erano basati su motori V8 e V16 che utilizzavano anche un angolo a V di 45 gradi.
- 54 gradi - 1994-2004 Motore automobilistico General Motors a 54 gradi. Un angolo a V leggermente più piccolo del solito è stato utilizzato per ridurre la larghezza del motore, consentendone l'utilizzo in piccole auto a trazione anteriore con motore trasversale.
- 65 gradi - Motore per automobile Ferrari Dino del 1956-1975. L'angolo a V è stato aumentato dall'angolo allora comune di 60 gradi per consentire l'uso di carburatori più grandi (per una potenza potenzialmente più elevata nella messa a punto della gara). perni dell'albero motore con un offset di 55 gradi all'interno di ogni coppia di cilindri sono stati utilizzati per ottenere l'intervallo di accensione uniforme di un motore V6 da 60 gradi. Il motore automobilistico Nissan-Renault V9X del 2009-presente utilizzava anche un angolo di inclinazione di 65 gradi, per consentire a un turbocompressore di adattarsi tra le bancate dei cilindri.
- 72 gradi - Motore diesel automobilistico Mercedes-Benz Bluetec. Questo motore utilizza perni dell'albero motore sfalsati di 48 gradi, per ottenere un intervallo di accensione uniforme.
- 75 gradi - Motore Isuzu V 1992-2004 utilizzato nell'Isuzu Rodeo e Isuzu Trooper. Questi motori sono stati prodotti in entrambe le versioni SOHC e DOHC. Un motore V6 da 75 gradi viene utilizzato anche dalla Honda NSX del 2016.
- 80 gradi - Motore Honda RA168-E del 1988 utilizzato nell'auto da corsa di Formula Uno McLaren MP4 / 4.

## Utilizzo nelle automobili

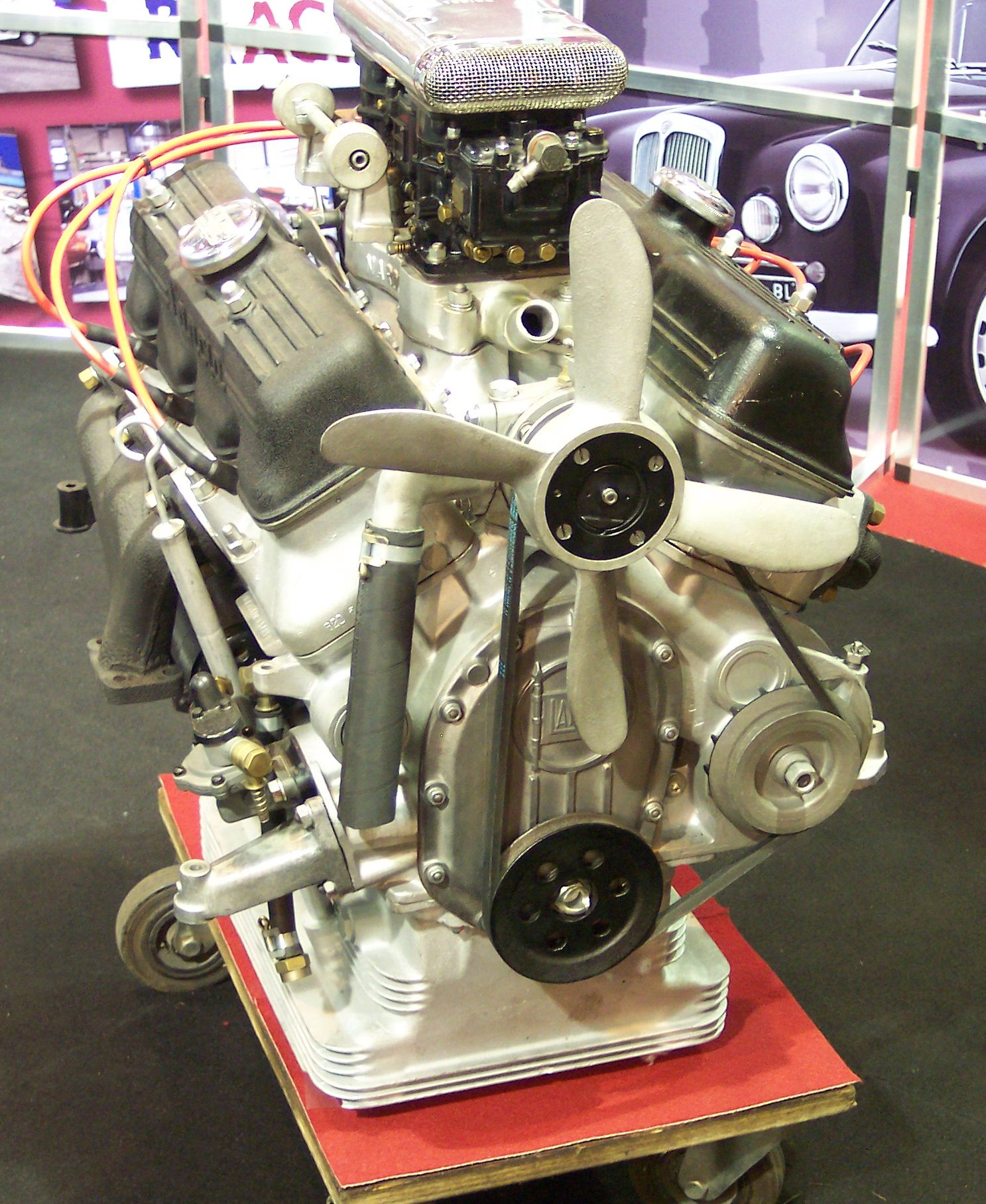
Motore Lancia V6 del 1950-1970

Nel 1906, pochi anni dopo la nascita dei motori V4 e V8, fu costruito il primo motore V6 conosciuto. Questo motore V6 era un singolo prototipo di motore automobilistico costruito da Marmon Motor Car Company negli Stati Uniti. Il motore non ha raggiunto la produzione. Allo stesso modo, un singolo motore prototipo è stato prodotto da Buick nel 1918.(p77-78)
Nel 1911 Delahaye produsse il primo DOHC da 3,2 litri a 30° installato nell'automobile Delahaye Type 44.
Il motore Lancia V6 fu introdotto nella Lancia Aurelia del 1950. Lancia produce motori V4 da circa 30 anni e uno degli obiettivi chiave era ridurre le vibrazioni rispetto al motore V4. Il motore V6 utilizzava un angolo a V di 60 gradi e sei perni dell'albero motore, risultando in un ordine di accensione uniforme per ridurre le vibrazioni.
Altri produttori ne presero atto e presto furono progettati altri motori V6. Nel 1959, il motore GMC V6 fu introdotto sotto forma di un motore a benzina da 5 litri utilizzato nei pickup. Il motore Buick V6 fu introdotto nel 1962 ed era basato sul motore V8 contemporaneo di Buick. Ha quindi utilizzato un angolo a V di 90 gradi e un ordine di accensione irregolare, con conseguenti vibrazioni elevate.
Ford ha introdotto i suoi motori per auto stradali europee nel 1965 con il Cologne V6 della divisione tedesca e il motore Ford Essex V6, introdotto dalla divisione britannica di Ford nel 1966; entrambi i motori usavano un angolo a V di 60 gradi. La Dino 206 GT del 1967 è stata la prima vettura stradale V6 della Ferrari, con un angolo a V di 65 gradi.

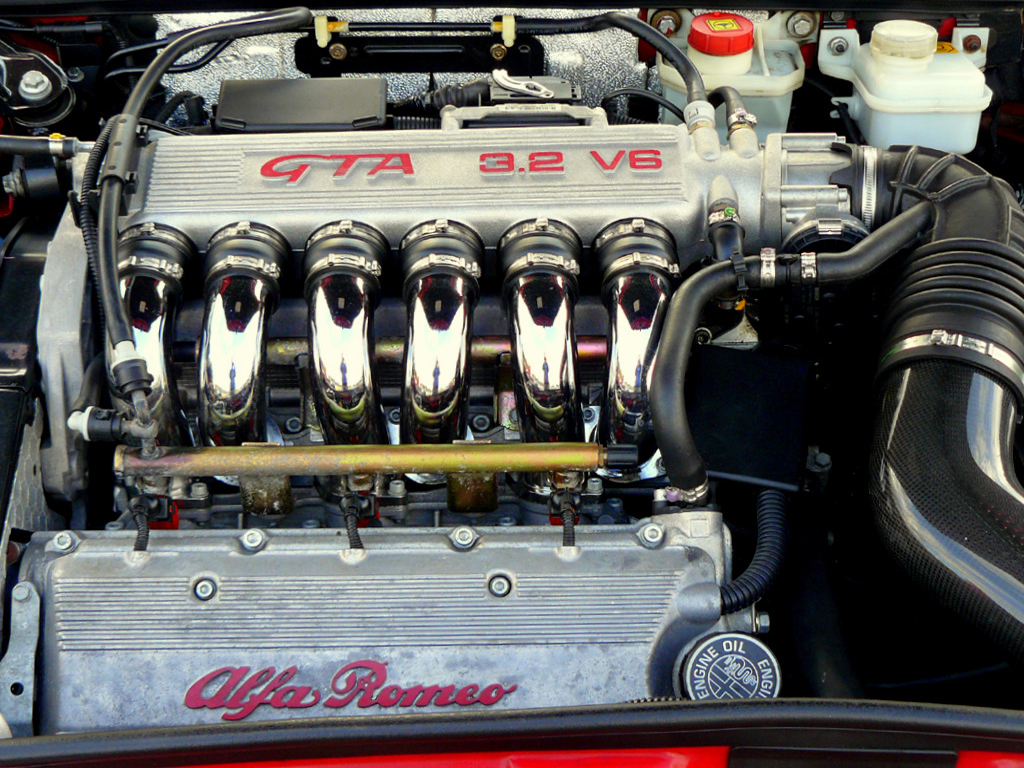
Motore Alfa Romeo V6 del 2002-2005

Il motore V6 Alfa Romeo 1979-2005 è stato introdotto nella berlina di lusso Alfa Romeo Alfa 6 e successivamente utilizzato in molti altri modelli Alfa Romeo. Questo motore utilizzava un angolo a V di 60 gradi, una costruzione interamente in alluminio e due valvole per cilindro. Una versione turbo è stata introdotta nel 1991 e una versione a quattro valvole per cilindro è stata introdotta nel 1997. Sempre nel 1970 fu introdotta la Citroën SM grand tourer, alimentata da un V6 di 90 gradi costruito da Maserati. Il motore General Motors V6 di 90° è stato introdotto nel 1978 e prodotto per 36 anni.
Il primo motore V6 giapponese prodotto in serie è stato il motore Nissan VG, un design a 60 gradi prodotto dal 1983 al 2004. Il motore Honda C è stato introdotto nel 1985, seguito dal motore Mitsubishi 6G7 nel 1986, dal motore Toyota VZ nel 1988, dal motore Mazda K nel 1991 e dal motore Isuzu V nel 1992. Hyundai ha introdotto il primo motore Hyundai Sigma sudcoreano basato sulla tecnologia condivisa dall'unità Mitsubishi nel 1995.
I produttori di auto di lusso tedeschi furono relativamente lenti nell'adozione dei motori V6, con il primo motore SOHC a 90 gradi introdotto nell'Audi 100 (C4) del 1990.
Entro la metà degli anni '90, il layout V6 era la configurazione più comune per i motori automobilistici a sei cilindri, con i motori V6 che avevano sostituito la maggior parte dei motori a sei cilindri in linea.

### Corse automobilistiche

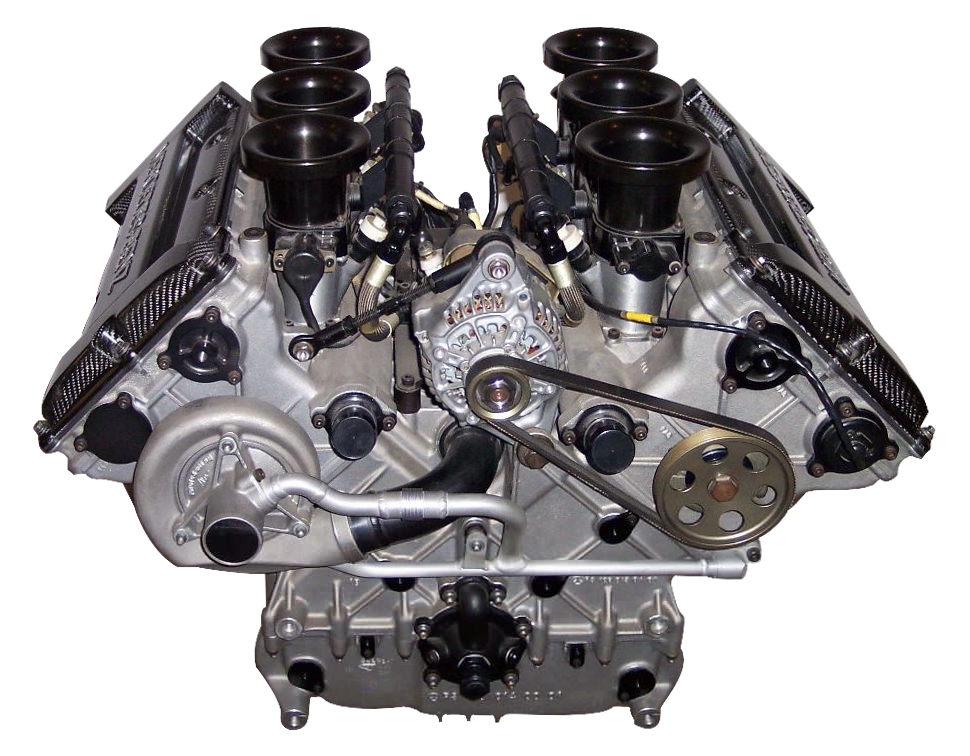
Motore Mercedes-Benz V6 DTM

Anche la Lancia Aurelia (la prima vettura di serie con motore V6) ebbe successo nelle corse automobilistiche. Quattro delle Aurelia B20 Coupé furono iscritte alla Mille Miglia del 1951 con le migliori vetture classificate al secondo e quarto posto. Un 3 102 cc (189 cu in) versione del motore Lancia V6 che produceva era 230 PS (169 kW) utilizzato nella Lancia D24. Il D24 gareggiò nelle corse automobilistiche e vinse la Carrera Panamericana del 1953 con Juan Manuel Fangio al volante.
La versione iniziale del motore Ferrari Dino era un motore da corsa da 1,5 L (92 cu in) utilizzato nelle gare di Formula Due nella stagione 1957. Aveva un angolo a V di 65 gradi e doppi alberi a camme in testa. Il Dino V6 ha subito diverse evoluzioni, inclusa una versione 2,4 L (146 cu in) utilizzata nella Ferrari 246 di Formula Uno del 1958. Pochi anni dopo, la Ferrari 156 di Formula Uno del 1961-1964 utilizzava un nuovo motore V6 con un angolo a V di 120 gradi e una cilindrata di 1,5 L (92 cu in). Questo motore era più corto e leggero del motore Ferrari Dino, e la semplicità e il baricentro basso del motore erano un vantaggio nelle corse. Ha vinto un gran numero di gare tra il 1961 e il 1964. Tuttavia, il fondatore della Ferrari aveva una personale antipatia per il layout a 120 gradi, preferendo un layout a 65 gradi, e dopo quel periodo fu sostituito da altri motori.(p138–141) Il motore Dino è stato utilizzato anche nella Lancia Stratos, un'auto da rally di grande successo che ha vinto il Campionato del mondo di rally nel 1974, 1975 e 1976.
Un notevole utilizzo da corsa del motore Alfa Romeo V6 è stato con l'autovettura Alfa Romeo 155 V6 TI, progettata per la stagione DTM 1993 e dotata di un motore da 2,5 litri con una potenza massima di 500 CV (360 kW) a 11.900 giri/min.
Il Renault-Gordini CH1 era un motore V6 di 90 gradi con un blocco di ferro. È stato introdotto nell'auto da corsa sportiva Alpine-Renault A440 del 1973. Questo motore ha vinto l'Europeo 2 Campionato prototipo L nel 1974 e diversi campionati europei di Formula Due. Un motore da 2 litri è stato utilizzato nella Renault Alpine A442, che ha vinto la 24 Ore di Le Mans nel 1978.
Una versione del motore Renault-Gordini CH1 da 1, 5 litri fu introdotta nella vettura di Formula Uno Renault RS01 del 1977. La Renault ha lottato con problemi di affidabilità nel 1977 e 1978, tuttavia la stagione 1979 ha visto alcuni buoni risultati in alcune gare. Nel 1981, la Ferrari 126C di Formula Uno utilizzava un motore V6 turbo. La Ferrari ha vinto il campionato costruttori di Formula 1 con motori V6 turbocompressi nel 1982 e nel 1983. Le versioni iniziali utilizzavano un angolo a V di 120 gradi, prima di passare a un angolo a V di 90 gradi per l'auto da corsa Ferrari F1 / 87 del 1987. Altre vetture di Formula 1 V6 turbo di successo nell'era del 1982-1988 furono la McLaren MP4 / 2, McLaren MP4 / 3, McLaren MP4 / 4, Williams FW10, Williams FW11, Lotus 95T, Lotus 98T, Lotus 99T e Lotus 100T.
La Nissan GTP ZX-Turbo e la Nissan NPT-90 hanno gareggiato nella categoria dei prototipi di auto sportive IMSA dal 1985 al 1994 e hanno utilizzato un motore V6 turbocompresso liberamente basato sul motore dell'auto di produzione Nissan VG30ET. La Nissan 300ZX ha utilizzato un motore simile per competere nel campionato All Japan Grand Touring Car 1996-1997 (ora noto come campionato "Super GT").
Il ridimensionamento ai motori V6 nelle corse su ruote scoperte è diventato più comune:
- la Serie IndyCar è passata ai motori V6 turbo nel 2012.
- la Serie GP3 è passata ai motori V6 aspirati nel 2013.
- il Campionato del Mondo di Formula Uno è passato ai motori V6 turbo nel 2014.
- il campionato FIA di Formula 2 (precedentemente noto come serie GP2) è passato ai motori V6 turbo nel 2018.
- il campionato FIA Formula 3 (creato dalla fusione della serie GP3 e del campionato europeo FIA Formula 3) ha iniziato a utilizzare motori V6 aspirati dal 2019.

## Utilizzo come motori marini e ferroviari
I motori V6 sono propulsori popolari come motori fuoribordo di medie e grandi dimensioni.
Il primo motore V6 a raggiungere la produzione fu costruito dal 1908 al 1913 dalla Deutz Gasmotoren Fabrik in Germania. Questi motori V6 sono stati utilizzati come generatore per motori ferroviari a benzina-elettrici.

## Utilizzo nelle motociclette
La Laverda V6 era una moto da corsa presentata al Salone di Milano del 1977. Partecipò alla gara di durata della 24 ore Bol d'Or del 1978, tuttavia si ritirò per problemi meccanici dopo circa 8 ore.
Horex produce motociclette stradali con motori VR6 dal 2012.